# Poniec (gmina)
Pour les articles homonymes, voir Poniec.
Poniec est une gmina mixte du powiat de Gostyń, Grande-Pologne, dans le centre-ouest de la Pologne. Son siège est la ville de Poniec, qui se situe à environ 20 kilomètres au sud-ouest de Gostyń et 72 km au sud de la capitale régionale Poznań.
La gmina couvre une superficie de 132,32 km2 pour une population de 7 866 habitants en 2006.

## Géographie

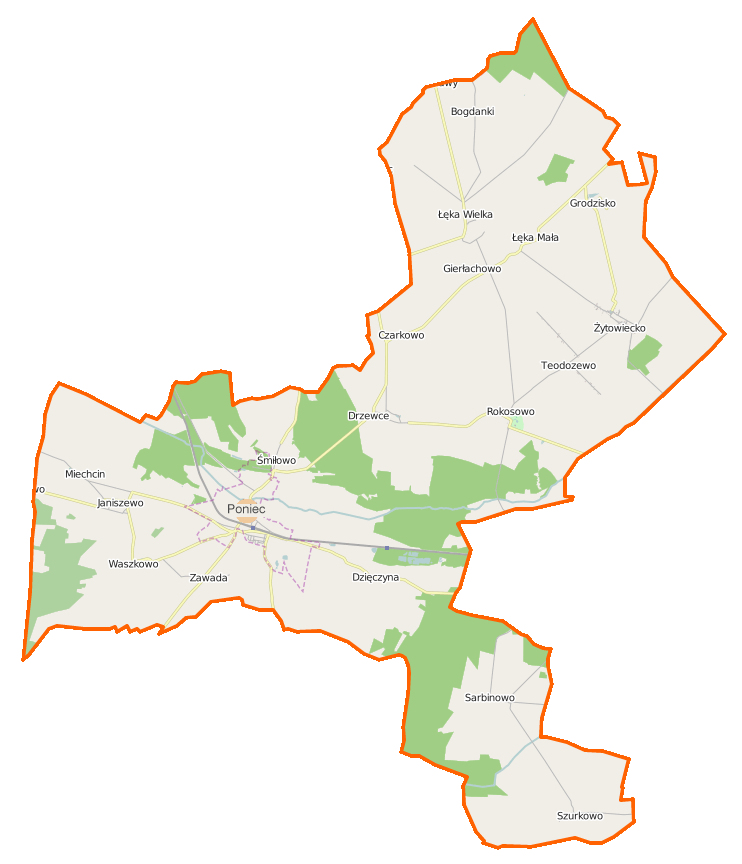
Plan de la gmina.

Outre la ville de Poniec, la gmina inclut les villages et les localités de :
- Bączylas
- Bogdanki
- Czarkowo
- Drzewce
- Dzięczyna
- Grodzisko
- Janiszewo
- Łęka Mała
- Łęka Wielka
- Miechcin
- Rokosowo
- Sarbinowo
- Szurkowo
- Śmiłowo
- Teodozewo
- Waszkowo
- Wydawy
- Zawada
- Żytowiecko

### Gminy voisines
La gmina de Poniec est bordée des gminy de :
- Bojanowo
- Gostyń
- Krobia
- Krzemieniewo
- Miejska Górka
- Rydzyna

## Structure du terrain
D'après les données de 2002 la superficie de la commune de Poniec est de 132,32 km2, répartis comme tel :
- terres agricoles : 74 %
- forêts : 18 %

La commune représente 16,33 % de la superficie du powiat.

## Démographie
Données du 30 juin 2004 :
| Description        | Total  | Total | Femmes | Femmes | Hommes | Hommes |
| ------------------ | ------ | ----- | ------ | ------ | ------ | ------ |
| Unité              | Nombre | %     | Nombre | %      | Nombre | %      |
| population         | 7 863  | 100   | 4 042  | 51,4   | 3 821  | 48,6   |
| Densité (hab./km²) | 59,4   | 59,4  | 30,5   | 30,5   | 28,9   | 28,9   |